# 6925 Susumu
6925 Susumu este un asteroid din centura principală de asteroizi.

## Descriere
6925 Susumu este un asteroid din centura principală de asteroizi. A fost descoperit pe 24 octombrie 1993 la Geisei de Tsutomu Seki. El prezintă o orbită caracterizată de o semiaxă mare de 2,83 ua, o excentricitate de 0,10 și o înclinație de 14,2° în raport cu ecliptica.